# Juan de Cortázar
Juan de Cortázar (Bilbao, 8 de junio de 1809-12 de abril de 1873) fue un matemático español.

## Biografía
Nacido en Bilbao el 8 de junio de 1809, estudió latín en los franciscanos de Bilbao desde 1819 y terminó los estudios generales en colegio de Santiago en 1827; inmediatamente fue profesor de matemáticas hasta 1834. En 1834 fue a la Escuela Central de Artes y Manufacturas en París y se graduó de ingeniero en 1837.
Tras un breve paso por Inglaterra, volvió a España con el título de catedrático de matemáticas elementales y en 1847 se licenció en Ciencias con lo que consiguió el nombramiento de catedrático de Álgebra superior y Geometría analítica en 1850. En 1857 se le eligió académico de la Real Academia de Ciencias Exactas pero, enfermo, renunció a su cargo. Falleció el 12 de abril de 1873.
Sus obras son reconocidas como libros de texto de enseñanza en varias facultades, vendiendo más de un millón de ejemplares. Fue uno de los primeros en enseñar cálculo de unidades imaginarias y sus formas binomial y trigonométrica.

## Obras
- Aritmética
- Memoria del cálculo del interés
- Tratado de álgebra elemental 1846
- Geometría elemental
- Tratado de Trigonometría
- Tratado de Topografía
- Aritmética práctica